# Agustín Nogueras

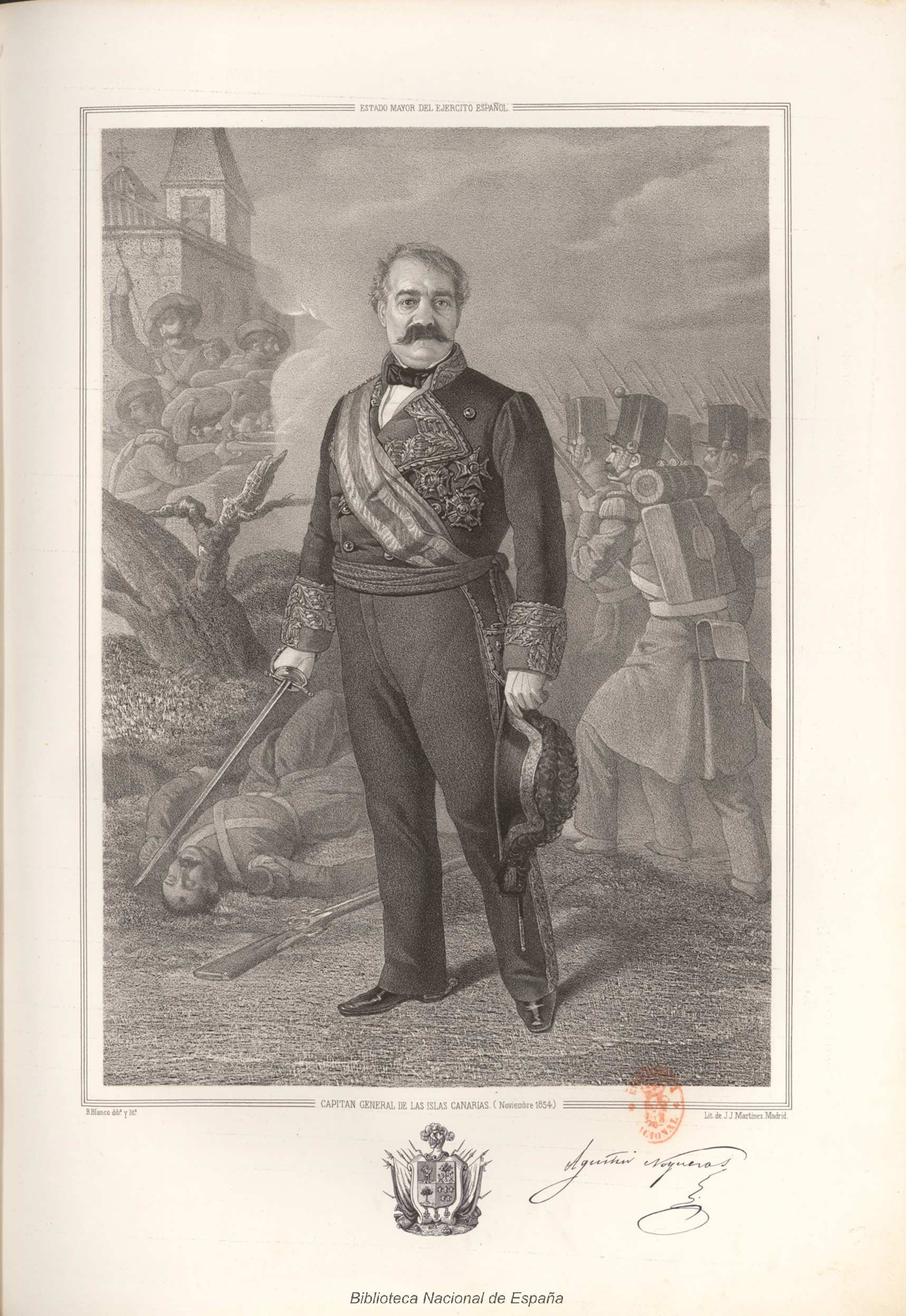
Agustín Nogueras, capitán general de Canarias. Dibujo y litografía de Bernardo Blanco y Pérez para Estado Mayor General del Ejército Español, obra escrita y publicada bajo la dirección Pedro Chamorro y Baquerizo, Madrid, 1851-1854. Biblioteca Nacional de España.

Agustín Nogueras Pitarque  (Alcolea de Cinca, 25 de julio de 1786-Las Palmas de Gran Canaria, 23 de enero de 1857) fue un militar y político español.  

## Biografía
Hijo de Joaquín Nogueras y de Agustina Pitarque, ingresa en el ejército y es teniente con dieciocho años ya en plena Guerra de la Independencia. Participa en el sitio de Zaragoza y después desempeña varias misiones tratando de movilizar la resistencia antifrancesa. En 1814 parte a Sudamérica y participa en acciones militares que tratan de sofocar las rebeliones de los Virreinatos en Venezuela. En Puerto Rico poco después se casa con Asunción Gautier. De regreso a España ya fallecido Fernando VII es nombrado en 1835 gobernador militar de Castellón y participa en la primera guerra carlista. En las acciones militares del Maestrazgo fue quien aconsejó, como escarmiento, fusilar a la madre del general carlista Ramón Cabrera. Gobernador militar de Barcelona en 1840 y poco más tarde capitán general de Baleares. Gran amigo de Baldomero Espartero, al final de su regencia en mayo de 1843 es nombrado ministro de la Guerra, cargo que desempeña hasta julio de ese año en que el regente se exilia a Inglaterra. Ese mismo año es nombrado senador por la provincia de Huesca. En agosto de 1854 fue nombrado capitán general de Galicia y un mes más tarde de Canarias, donde falleció tres años después.